# Röthenbach im Emmental
Röthenbach im Emmental é uma comuna da Suíça, no Cantão Berna, com cerca de 1.318 habitantes. Estende-se por uma área de 36,79 km², de densidade populacional de 36 hab/km². Confina com as seguintes comunas: Bowil, Buchholterberg, Eggiwil, Eriz, Linden, Oberlangenegg, Schangnau, Signau, Wachseldorn.
A língua oficial nesta comuna é o Alemão.